# Macradenia
Macradenia es un género de epifitas originario de América. Tiene once especies. 

## Descripción
Las plantas son pequeñas, midiendo poco más de diez centímetros con pseudobulbos alargados, redondos en la sección o ligeramente comprimido lateralmente, con una hoja apical subcoriácea-elíptica lanceolada. La inflorescencia axilar surge de las vainas de pseudobulbos  en forma de racimo, a veces erecta, con muchas flores. Estas tienen  por lo general tonos de color marrón y manchas rojas.
Los pétalos y sépalos son iguales. El labio es sésil, profundamente trilobulado, con lóbulo lateral mucho mayor que la mediana, abrazado a la columna, y el lóbulo medio muy corto y estrecho, algo recogido o formando ángulo con el conjunto de lóbulos secundarios.  La columna  destaca en el extremo con alas delicadas o flecos variados y antera alargada con dos polinias. 

## Distribución
Macradenia, está relacionada con el género Notylia, incluye once especies epifitas que se encuentran desde la Florida hasta el Paraguay.  La presencia de siete de ellas se registró en el Brasil, por lo general encontradas en bosques húmedos, al borde de los ríos y las laderas.

## Evolución, filogenia y taxononimía
Fue propuesto por Robert Brown, en el Botanic Register 8: pl. 612 , la especie tipo es  Macradenia lutescens R.Br.. 

## Etimología
El nombre del género es una referencia a los largos pecíolos que tienen estas plantas.

## Especies deMacradenia
- Macradenia amazonica  Mansf. (1928)
- Macradenia brassavolae  Rchb.f. (1852)
- Macradenia delicatula  Barb.Rodr. (1881)
- Macradenia loxoglottis  Focke ex Rchb.f. (1863)
- Macradenia lutescens  R.Br. (1822) - Especie tipo
- Macradenia multiflora  (Kraenzl.) Cogn. (1904)
- Macradenia paraensis  Barb.Rodr. (1877)
- Macradenia paulensis  Cogn. (1906)
- Macradenia regnellii  Barb.Rodr. (1881)
- Macradenia rubescens  Barb.Rodr. (1877)
- Macradenia tridentata  C.Schweinf. (1945)

## Sinonimia
- Rhynchadenia A. Rich. (1850)
- Serrastylis Rolfe (1894)[1]